# Simbo
Simbo és una illa de les Illes Salomó; es troba a la província occidental (Western Province). Els primers europeus la coneixien com Eddystone Island.

## Geografia
Simbo és en realitat dues illes principals, una petita illa anomenada Nusa Simbo separada per una llacuna d'aigua salada d'una altra més gran. Les illes són conegudes col·lectivament per la gent local com Mandegugusu, mentre que a la resta dels Salomó, les illes són denominades Simbo.
Simbo té un volcà actiu anomenat Ove, a més de diverses llacunes d'aigua salada i un llac d'aigua dolça.

## Terratrèmol
El 2 d'abril de 2007 Simbo va ser afectada per un terratrèmol i un tsunami massius que avui es coneix com el terratrèmol de les Illes Salomó del 2007. Un tsunami de 12 m va destruir dos pobles a la banda nord de l'illa i va matar 10 persones.

## En la cultura popular
Algunes de les històriques pràctiques culturals de Simbo es fan referència a The Ghost Road, una novel·la de Pat Barker sobre la Primera Guerra Mundial. L'autor va utilitzar la recerca d'Arthur Maurice Hocart i el psicoanalista William Rivers.